# Straßenbahn Dubrovnik

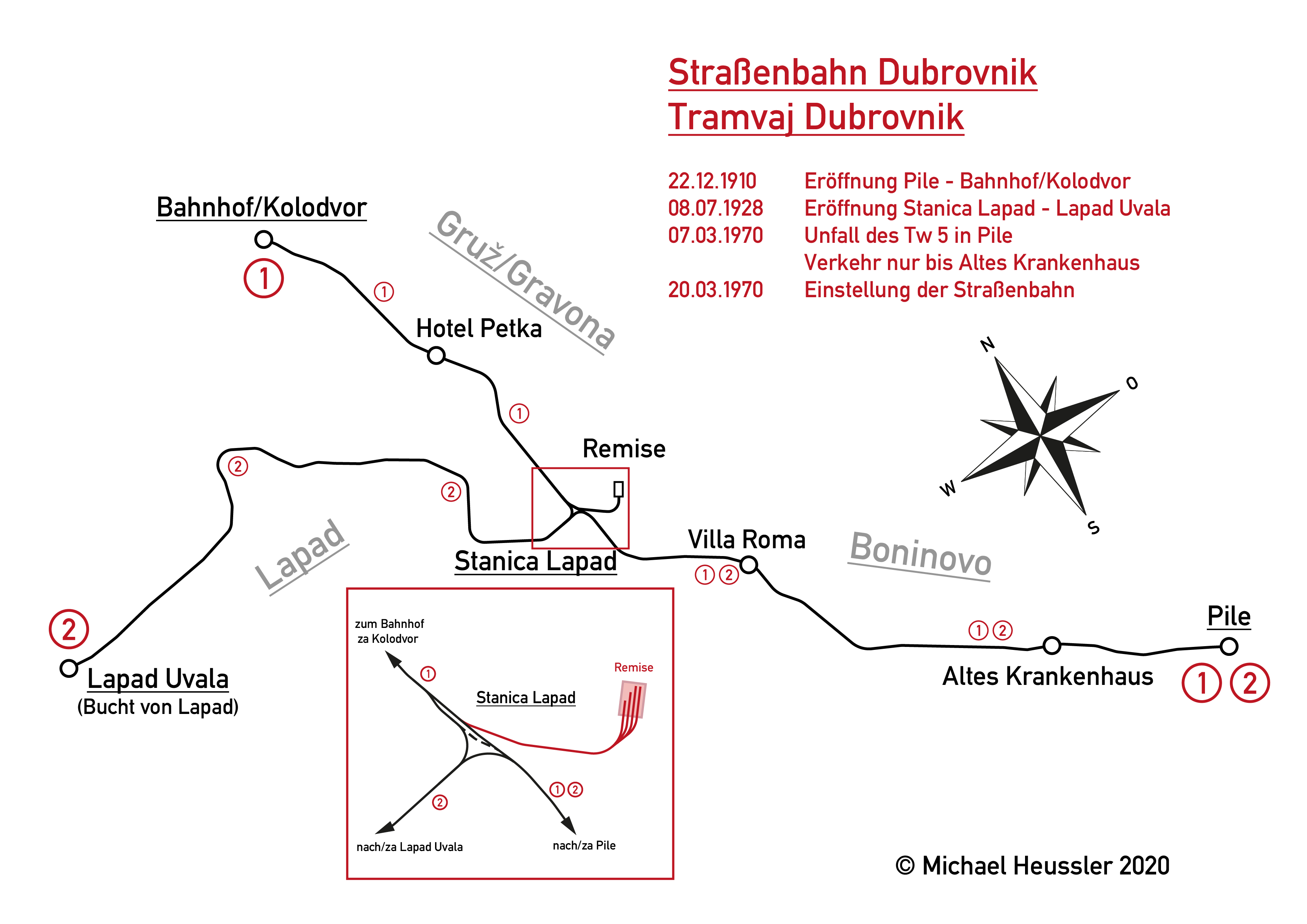
Netzplan

Die Straßenbahn Dubrovnik (kroatisch  Dubrovačka Električna Željeznica) war ein schmalspuriger Straßenbahnbetrieb in der dalmatinischen Stadt Dubrovnik.

## Geschichte

### Betrieb

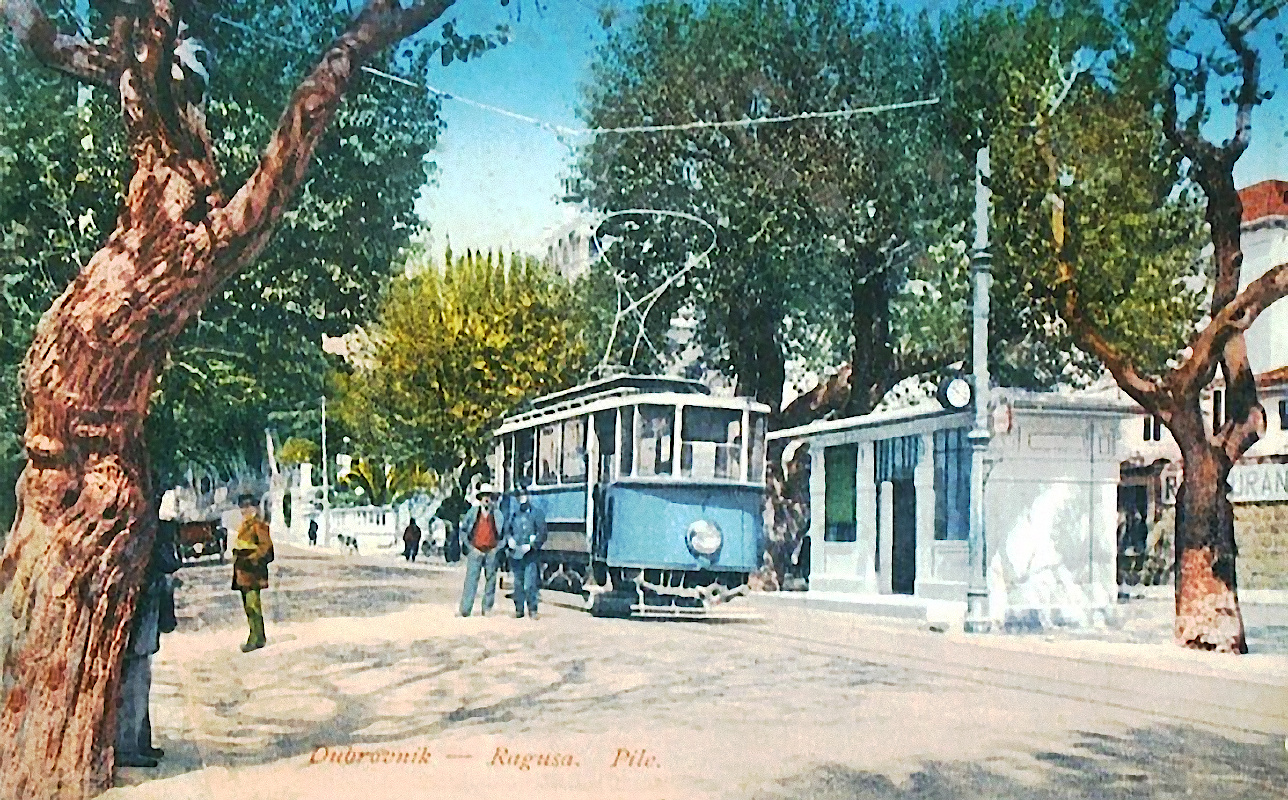
Wagen 7 in der Endstation Pile, colorierte Postkarte um 1910

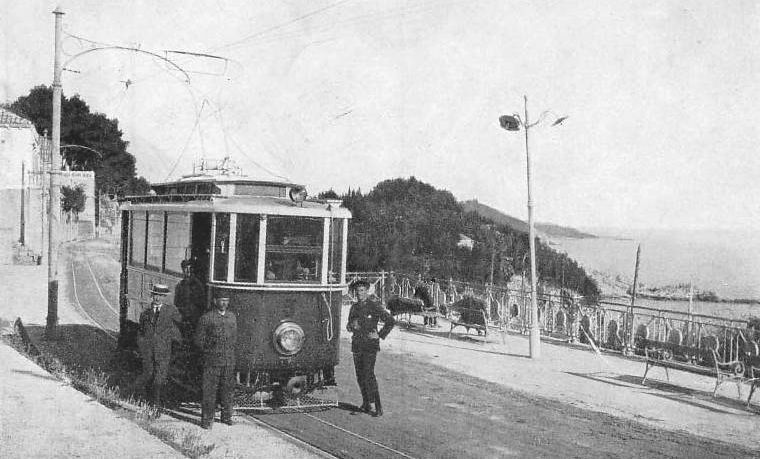
Historische Aufnahme des Triebwagens 5, am rechten Bildrand ein sogenanntes Otto-Wagner-Geländer

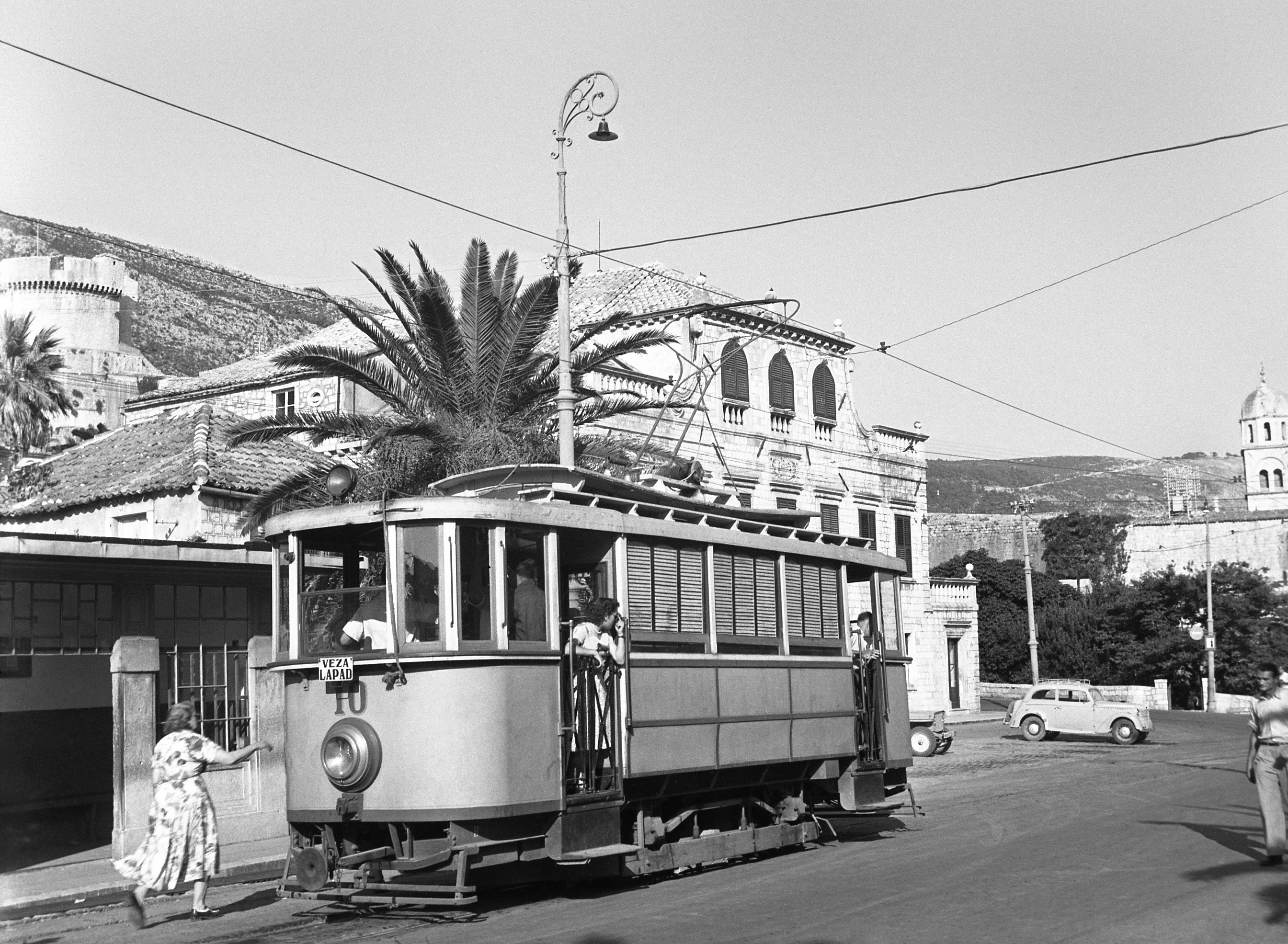
Wagen 10 an der Endstation Pile (1952)

Die Straßenbahn in Dubrovnik war in der für ein schienengebundenes innerstädtisches Massenverkehrsmittel seltenen Spurweite von 760 mm ausgeführt, was auf die ursprünglich geplante, in der Praxis aber nicht genützte Möglichkeit des Wagenübergangs von und zum bosnischen 760-mm-Schmalspurnetz zurückzuführen ist. Sie war einer der sechs Tramway-Betriebe auf dem Gebiet des heutigen Kroatien. Der Betrieb wurde am 23. Dezember 1910 zunächst auf der Strecke der späteren Linie 1 zwischen dem Zentrum der Altstadt in Pile und dem Hafen von Gruž/Gravosa sowie dem Bahnhof (Kolodvor) eröffnet, einem der Endpunkte der dalmatinischen Schmalspurbahnen. Betreiber war die Stadt Dubrovnik.
Die Bahn wurde von Anfang an elektrisch mit einer Fahrdrahtspannung von 600 Volt Gleichstrom betrieben. Schon in den ersten Betriebstagen wurde festgestellt, dass die Generatoren für die Erzeugung des Fahrstroms bei Vollbetrieb zu schwach dimensioniert waren. Sie wurden durch zwei große Pufferbatterien ergänzt, um die Spannungsverluste auf der Gesamtstrecke bei vier gleichzeitig verkehrenden Garnituren deutlich zu verringern.
Erst am 8. Juli 1928 wurde die Zweigstrecke zur Bucht von Lapad (Lapad Uvala) in Betrieb genommen. Somit erreichte der Straßenbahnbetrieb seine größte Ausdehnung.
Die zum Zeitpunkt der Eröffnung existierende Strecke von Pile über die Abzweigstation Stanica Lapad zum Bahnhof (Kolodvor) in Gruž wurde nun als Linie 1 bezeichnet. Die Linie 2 verband ebenfalls das Stadtzentrum in Pile über die Abzweigstation Stanica Lapad und die neu errichtete Zweigstrecke entlang der Bucht von Gruž/Gravosa. Die Abzweigstation lag in unmittelbarer Nähe zur Remise. Obwohl im Stadtteil Gruž/Gravosa gelegen, erhielt sie den Namen Stanica Lapad, weil dort in der Relation zwischen dem Bahnhof und der Bucht von Lapad keine durchgehenden Straßenbahnen verkehrten. Der Name sollte die Fahrgäste an die Umsteigemöglichkeit in Richtung Lapad erinnern. Ein Verbindungsgleis zwischen den beiden Streckenästen diente nur betrieblichen Zwecken und wurde linienmäßig nicht befahren. Die Zweigstrecke führte zunächst an der westlichen Seite der Bucht von Gruž/Gravosa direkt am Ufer entlang und erreichte auf der anderen Seite eines kleinen Höhenzuges die Bucht von Lapad (Lapad Uvala).

### Einstellung
Der zunehmende Autoverkehr und die gegenseitige Behinderung in den teilweise sehr engen von der Tramway befahrenen Straßen führten zu dem Beschluss, dass zunächst der Streckenabschnitt der Linie 1 von der Abzweighaltestelle Stanica Lapad zum Bahnhof und am 28. Februar 1971 schließlich die verbleibende Linie 2 eingestellt werden sollten. Ein folgenschwerer Unfall mit einer Toten und 14 teils schwer Verletzten am 7. März 1970 gab der Straßenbahn jedoch den vorzeitigen Todesstoß. Der Triebwagen 5 beschleunigte infolge eines Bremsversagens im steilen Gefälleabschnitt zwischen dem alten Krankenhaus in Boninovo und der stadtseitigen Endstation Pile stark, durchfuhr mit deutlich überhöhter Geschwindigkeit die Ausweiche der Endstation, entgleiste im Linksbogen des abschließenden Gleisstutzens Richtung Streckenende, schlitterte auf der Seite liegend über die Straße, durchbrach eine Mauer und stürzte ca. 4 Meter tief in den Stadtgraben. Die Straßenbahn wurde noch knapp zwei Wochen weiter betrieben, jedoch wurde der letzte steile Streckenabschnitt bis zur Klärung der Unfallursache behördlich gesperrt und ein Schienenersatzverkehr mit Autobussen eingerichtet.
Für den 20. März 1970 wurde, dem Trend der Zeit folgend, durch die Stadtregierung die endgültige Einstellung des schienengebundenen Verkehrsmittels beschlossen. Am letzten Betriebstag konnte die Straßenbahn bis zum späten Vormittag noch kostenlos benützt werden. Schließlich rückten alle neun noch verbliebenen betriebsfähigen Fahrzeuge um 12 Uhr Mittag unter außerordentlich großer Anteilnahme der Bevölkerung das kurze Stück von der Abzweigstation „Stanica Lapad“ bis zur nahe gelegenen Remise ein. Bis zuletzt wies der Straßenbahnbetrieb vor allem in der Tourismussaison hohe Fahrgastzahlen mit oft bis auf den letzten Platz besetzten Garnituren auf.
Der Dubrovniker Straßenbahnbetrieb endete somit nach knapp 60 Betriebsjahren. Heute stehen Einheimischen wie auch Touristen Autobusse zur Verfügung, die im Gegensatz zu einer schmalspurigen Straßenbahn jedoch kein touristisches Alleinstellungsmerkmal mehr darstellen.

## Fahrzeuge

Umbautriebwagen 12 beim Bahnhof

Im Jahr 1910 standen zur Eröffnung insgesamt 5 Triebwagen (1–5, davon 4 Stück für den planmäßigen Betrieb und ein Triebwagen als Reserve) mit je 75 PS Gesamtleistung, 2 offene Sommerbeiwagen (21 und 22) sowie der geschlossene Güterwagen 31 mit Postabteil zur Verfügung. Die Triebwagen konnten eine Höchstgeschwindigkeit von 40 km/h erreichen und deren Leistung genügte gerade, um den steilen Streckenabschnitt zwischen Pile und dem alten Krankenhaus in Boninovo  mit einem Beiwagen und voll besetzt mit ca. 15 km/h bergauf zu bewältigen.

Triebwagen 7 mit offenem Sommerbeiwagen

Bereits in den ersten Betriebsjahren wurden die beiden Sommerbeiwagen und der Güterwagen in die geschlossenen Beiwagen 21–23 umgebaut. Angeblich soll es im Laufe der Zeit noch einen weiteren geschlossenen Beiwagen mit der Nummer 29 gegeben haben. Dessen Existenz ist jedoch nicht bewiesen, es sind auch keine nähere Daten bekannt. Wegen des starken Fahrgastaufkommens wurden 1912 noch zwei weitere gleichartige Triebwagen 6 und 7 geliefert.
Am 8. Februar 1922 ereignete sich ein schwerer Unfall in Pile. Als Ursache wurde ein defekt an den Bremsen des geschlossenen Beiwagens festgestellt, weshalb bis 1930 keine Beiwagen mehr eingesetzt werden durften. Der verunfallte Wagen 22 wurde vermutlich bald darauf verschrottet und die beiden übrigen Beiwagen abgestellt.
Mit der Eröffnung der Zweiglinie in die Bucht von Lapad (Lapad Uvala) im Jahr 1928 stieg der Bedarf an Fahrzeugen, und so wurden drei weitere gleichartige, aber mit wesentlich stärkeren Motoren mit einer Gesamtleistung von 100 PS ausgerüstete Triebwagen 8–10 sowie vier weitere Sommerbeiwagen 21–24 geliefert. Dabei waren die Betriebsnummern 21–23 Zweitbesetzungen.
Auf den Untergestellen der ursprünglichen Wagen 21 und 23 baute man 1930 in der eigenen Werkstätte die zwei neuen offenen Sommerwagen 25 und 26 auf. Im Jahr 1958 wurden zwei gebrauchte Sommerbeiwagen von der Straßenbahn in Ljubljana erworben und mit den Nummern 27 und 28 in den Beiwagenbestand aufgenommen. Insgesamt fünf Stück dieser Wagen waren 1903 für die Straßenbahn Opatija gebaut worden und wurden nach deren Einstellung im Jahr 1933 nach Ljubljana abgegeben. Zwei dieser Wagen wechselten also ein weiteres Mal die Stadt. Sie waren um sieben Jahre älter als die Ursprungsfahrzeuge in Dubrovnik.
Der letzte Fahrzeugzugang waren vier auf alten 760-mm-Untergestellen der damals bereits auf Normalspur umgespurten Straßenbahn in Sarajevo aufgebaute Neubautriebwagen (11 und 12) im Jahr 1962 sowie im Jahr 1963 (13 und 14). Sie besaßen allerdings so wie alle übrigen Fahrzeuge in Dubrovnik nur ein zweiachsiges Fahrgestell, hatten aber für damalige Verhältnisse relativ moderne Wagenkästen in Stahlbauweise. Soweit bekannt, wurden die Neubautriebwagen ausschließlich auf der Linie 1 eingesetzt.
1967 wurden die beiden Triebwagen 2 und 6 wegen ihres schlechten Erhaltungszustandes abgestellt. Sie dienten als Ersatzteilspender und wurden in weiterer Folge verschrottet. Somit verfügte die Straßenbahn in Dubrovnik zum Zeitpunkt der Einstellung über die vier Ursprungstriebwagen 1, 3, 4 und 7 aus den Jahren 1910–1912 (der Tw 5 war bei dem Unfall vom 7. März 1970 schwer beschädigt worden), die drei baugleichen, aber stärkeren Triebwagen 8–10 aus dem Jahr 1928 sowie die vier Neubautriebwagen 11–14 aus den Jahren 1962–1963. Es waren somit insgesamt elf Triebwagen und alle acht Sommerbeiwagen 21–28 noch am letzten Betriebstag vorhanden.
|            |         |                     |                                                |             |                                                | |
| Triebwagen |         |                     |                                                |             |                                                | |
| Nr.        | Baujahr | Mechanischer Teil   | Elektrischer Teil                              | Leistung    | Herkunft                                       | Verbleib |
| 1          | 1910    | Grazer Waggonfabrik | Křižík, Prag                                   | 2 x 37,5 PS |                                                | Bis zum letzten Tag in Betrieb, im selben Jahr vom Tramway Museum Graz erworben, 2001 an das Historama Ferlach übergeben, seit Ende 2023 in Restauration                                                                                                  |
| 2          | 1910    | Grazer Waggonfabrik | Křižík, Prag                                   | 2 x 37,5 PS |                                                | wegen schlechten Erhaltungszustandes 1967 abgestellt, Verwendung als Ersatzteilspender, später verschrottet |
| 3          | 1910    | Grazer Waggonfabrik | Křižík, Prag                                   | 2 x 37,5 PS |                                                | Bis zum letzten Tag in Betrieb, verschrottet |
| 4          | 1910    | Grazer Waggonfabrik | Křižík, Prag                                   | 2 x 37,5 PS |                                                | Unfalltriebwagen vom 8. Februar 1922, bis zum letzten Tag in Betrieb, anschließend im Busdepot der Stadt Dubrovnik hinterstellt und 198x verschrottet |
| 5          | 1910    | Grazer Waggonfabrik | Křižík, Prag                                   | 2 x 37,5 PS |                                                | Unfalltriebwagen vom 7. März 1970, verschrottet |
| 6          | 1912    | Grazer Waggonfabrik | Křižík, Prag                                   | 2 x 37,5 PS |                                                | wegen schlechten Erhaltungszustandes 1967 abgestellt, Verwendung als Ersatzteilspender, später verschrottet |
| 7          | 1912    | Grazer Waggonfabrik | Křižík, Prag                                   | 2 x 37,5 PS |                                                | Bis zum letzten Tag in Betrieb, anschließend Tehnički muzej Nikola Tesla, Zagreb |
| 8          | 1928    | Slavonski Brod      | Ganz, Zagreb                                   | 2 x 50 PS   |                                                | Anlässlich der Eröffnung der Linie 2 nach Lapad Uvala gebaut, bis zum letzten Tag in Betrieb, verschrottet |
| 9          | 1928    | Slavonski Brod      | Ganz, Zagreb                                   | 2 x 50 PS   |                                                | Anlässlich der Eröffnung der Linie 2 nach Lapad Uvala gebaut, bis zum letzten Tag in Betrieb, verschrottet |
| 10         | 1928    | Slavonski Brod      | Ganz, Zagreb                                   | 2 x 50 PS   |                                                | Anlässlich der Eröffnung der Linie 2 nach Lapad Uvala gebaut, bis zum letzten Tag in Betrieb, danach aufgestellt beim Hotel Albatros in Cavtat, 2011 Brandschaden, derzeit in Restauration in der Busgarage Komolac, soll in Dubrovnik ausgestellt werden |
| 11         | 1962    | Đuro Đakovic        | Đuro Đakovic                                   |             | Untergestell ex Sarajevo                       | Neubautriebwagen mit Stahlkasten, bis zum letzten Tag in Betrieb, verschrottet |
| 12         | 1962    | Đuro Đakovic        | Đuro Đakovic                                   |             | Untergestell ex Sarajevo                       | Neubautriebwagen mit Stahlkasten, bis zum letzten Tag in Betrieb, verschrottet |
| 13         | 1963    | Đuro Đakovic        | Đuro Đakovic                                   |             | Untergestell ex Sarajevo                       | Neubautriebwagen mit Stahlkasten, bis zum letzten Tag in Betrieb, verschrottet |
| 14         | 1963    | Đuro Đakovic        | Đuro Đakovic                                   |             | Untergestell ex Sarajevo                       | Neubautriebwagen mit Stahlkasten, bis zum letzten Tag in Betrieb, verschrottet |
| Beiwagen   |         |                     |                                                |             |                                                | |
| Nr.        | Baujahr | Hersteller          | Art                                            |             | Herkunft                                       | Verbleib |
| 21         | 1910    | Grazer Waggonfabrik | Sommerbeiwagen                                 |             |                                                | 191x Umbau in geschlossenen Beiwagen, 1922 abgestellt, 1930 Umbau zum Sommerbeiwagen 25 |
| 21         | 192x    | Grazer Waggonfabrik | Sommerbeiwagen                                 |             |                                                | Bis zum letzten Tag in Betrieb, anschließend im Busdepot der Stadt Dubrovnik hinterstellt und 198x verschrottet |
| 22         | 1910    | Grazer Waggonfabrik | Sommerbeiwagen, ab 191x geschlossener Beiwagen |             |                                                | 191x Umbau in geschlossenen Beiwagen, Unfall am 8. Februar 1922, anschließend verschrottet |
| 22         | 192x    | Grazer Waggonfabrik | Sommerbeiwagen                                 |             |                                                | Bis zum letzten Tag in Betrieb, anschließend verschrottet |
| 23         | 1910    | Grazer Waggonfabrik | Geschlossener Beiwagen                         |             | 191x Umbau aus Güterwagen 31                   | 1922 abgestellt, 1930 Umbau zum Sommerbeiwagen 26, bis zum letzten Tag in Betrieb, anschließend verschrottet |
| 23         | 192x    | Grazer Waggonfabrik | Sommerbeiwagen                                 |             |                                                | Bis zum letzten Tag in Betrieb, anschließend Tehnički muzej Nikola Tesla, Zagreb |
| 24         | 192x    | Grazer Waggonfabrik | Sommerbeiwagen                                 |             |                                                | Bis zum letzten Tag in Betrieb, heute im Fahrzeugmuseum Marxzell |
| 25         | 1910    | Grazer Waggonfabrik | Sommerbeiwagen                                 |             | 1930 Umbau aus Beiwagen 21                     | Bis zum letzten Tag in Betrieb, im selben Jahr vom Tramway Museum Graz erworben, dort restauriert, 2015 an das Historama Ferlach abgegeben |
| 26         | 1910    | Grazer Waggonfabrik | Sommerbeiwagen                                 |             | 1930 Umbau aus Beiwagen 23                     | Bis zum letzten Tag in Betrieb, anschließend verschrottet |
| 27         | 1908    | Grazer Waggonfabrik | Sommerbeiwagen                                 |             | 1933 ex Opatija Nr. 10x, 1958 ex Ljubljana 10x | Bis zum letzten Tag in Betrieb, Aufstellung bei einem Kindergarten, anschließend beim Hotel Albatros in Cavtat, derzeit in Restauration in der Busgarage Komolac, soll in Dubrovnik ausgestellt werden                                                    |
| 28         | 1908    | Grazer Waggonfabrik | Sommerbeiwagen                                 |             | 1933 ex Opatija Nr. 10x, 1958 ex Ljubljana 10x | Bis zum letzten Tag in Betrieb, Aufstellung bei einem Kindergarten, anschließend beim Hotel Albatros in Cavtat, derzeit in Restauration in der Busgarage Komolac, soll in Dubrovnik ausgestellt werden                                                    |
| 29         |         |                     | Geschlossener Beiwagen                         |             |                                                | Existenz nicht gesichert, verschrottet |
| Güterwagen |         |                     |                                                |             |                                                | |
| Nr.        | Baujahr | Hersteller          | Art                                            |             | Herkunft                                       | Verbleib |
| 31         | 1910    |                     | Gedeckter Güterwagen mit Postabteil            |             |                                                | 191x Umbau zum geschlossenen Beiwagen 23 |

## Erinnerungskultur

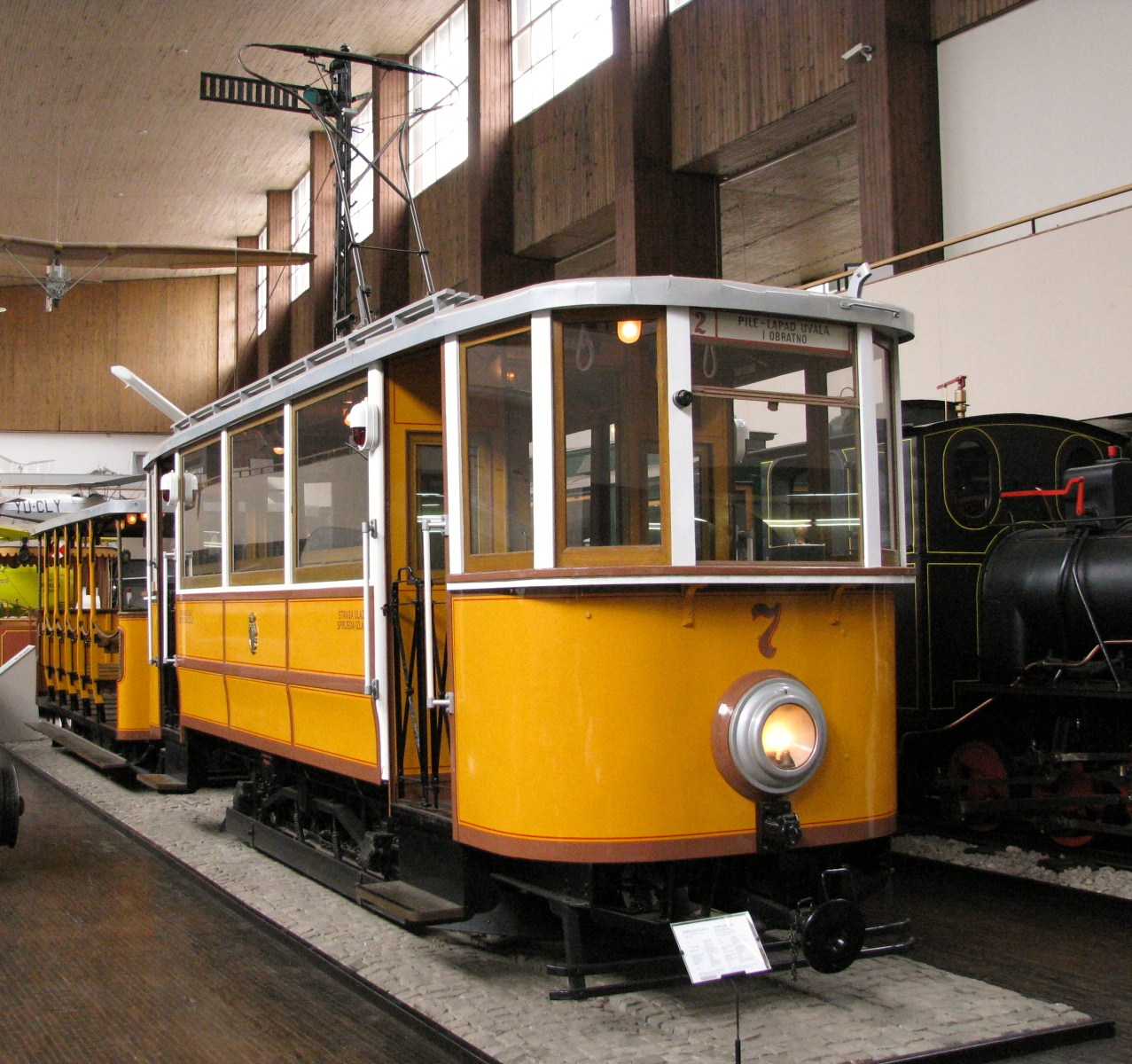
Erhaltener Triebwagen 7 im Technischen Museum Zagreb

Folgende Fahrzeuge blieben erhalten:
- Triebwagen 1 (Bj. 1910) und Sommerbeiwagen 25 (Bj. 1910) wurden nach Einstellung des Betriebs vom Tramway Museum Graz erworben. Das Zustand beider Wagen verschlechterte sich Jahr zu Jahr durch Abstellung im Freien unter einem Flugdach. 2001 wurde der Triebwagen an Historama Ferlach abgegeben, der inzwischen renovierte Beiwagen folgte 2015. Seit Ende 2013 wird auch der Triebwagen ausstellungsfähig restauriert.
- Triebwagen 7 (Bj. 1912) steht gemeinsam mit dem Sommerbeiwagen 23 (Bj. 1922) im Technischen Museum in Zagreb.
- Sommerbeiwagen 24 (Bj. 192x) ist im Besitz des Fahrzeugmuseums Marxzell.
- Triebwagen 10 (Bj. 1928) und die beiden Sommerbeiwagen 27 und 28 (Bf. 1908) waren in Cavtat in Kroatien neben dem Hotel Albatros im Freien aufgestellt; derzeit werden sie in der Busgarage von Komolac – einem Nachbarort von Dubrovnik – restauriert und sollen nach Fertigstellung in Dubrovnik ausgestellt werden.